# خطر مطلق
الخطر المُطلق (بالإنجليزية: Absolute risk)‏، هو احتمال وقوع خطر ما بمعرفة التنبؤ الكمي أو النوعي لاحتمال وأهمية تأثير معين بالخطر المطلق. يمكن، في إطار المعيار الطوعي للكربون (VCS)،[بحاجة لتوضيح] حساب مستوى الخطر المطلق باستخدام منهجية «احتمال × أهمية». ومن ثم يمكن تحويل المخاطرة المحسوبة إلى تصنيف مخاطر.
وعادةً ما يستخدم لعدد من الأحداث (مثل المرض) التي وقعت في مجموعة، مقسوماً على عدد من الناس في تلك المجموعة.
الخطر المطلق هو أحد أكثر الطرق المفهومة لتوصيل المخاطر الصحية إلى عامة الناس.
على النقيض من المخاطر المطلقة، فإن المخاطر النسبية هي نسبة احتمال حدوث نتيجة (احتمالية) في مجموعة معرضة إلى احتمال حدوث نتيجة في مجموعة غير معرضة.